# Concession internationale de Shanghai
21 septembre 1863 – 1943
Entités précédentes :
- Concession britannique
- Concession américaine

Entités suivantes :
- Gouvernement national réorganisé de la république de Chine

La concession internationale de Shanghai est la concession étrangère en Chine située à Shanghai, née en 1863 de la fusion des concessions britannique et américaine, dissoute en 1943 par les Japonais.

## Historique

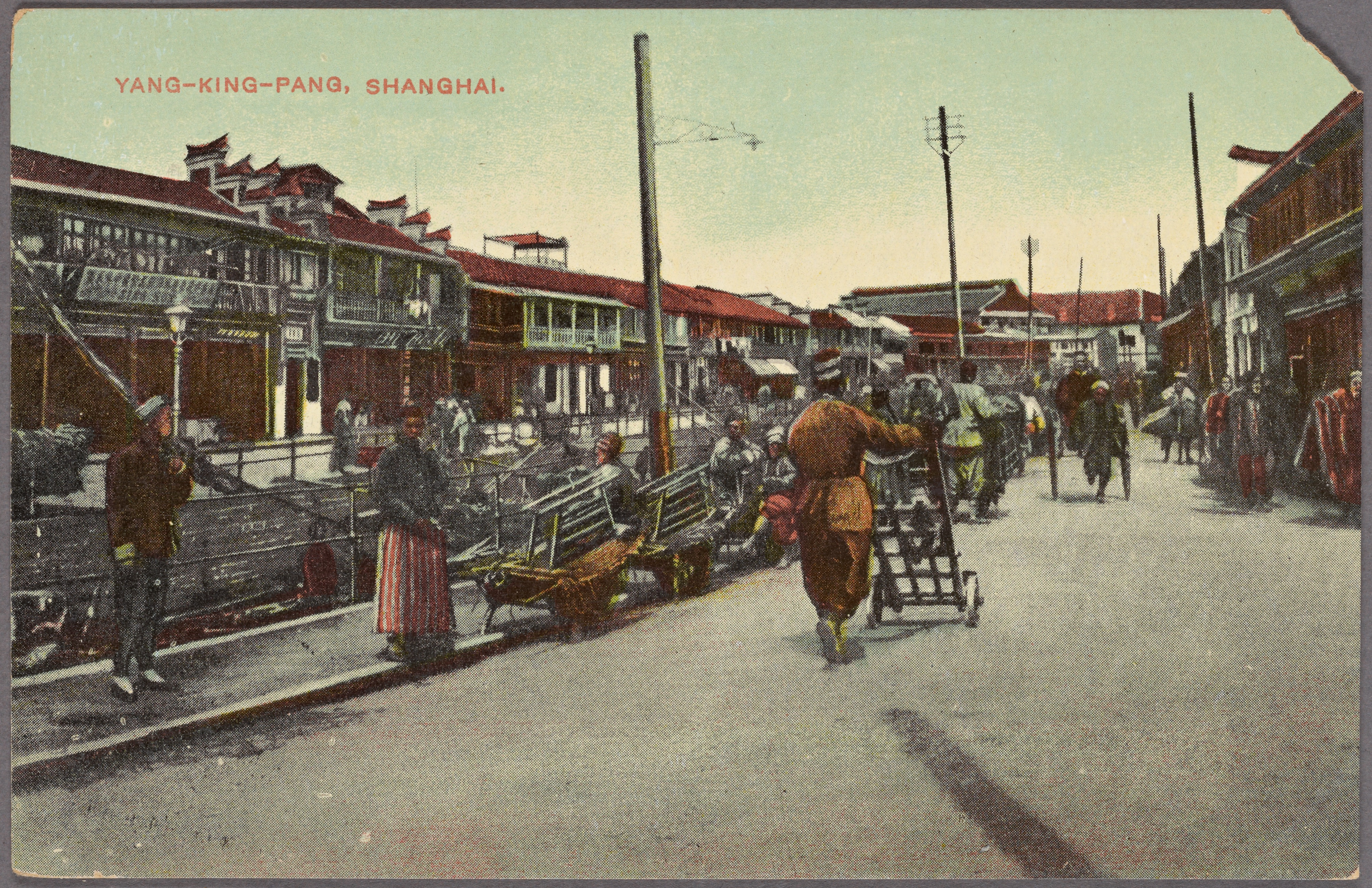
Le canal de Yang-King-Pang, séparant la concession internationale et française

La constitution de ces concessions étrangères est autorisée à la suite du traité du Bogue, signé en 1843 et du traité sino-américain de Wangxia, en 1844.
Ainsi les deux concessions se créent dans le courant des années suivantes :
- dès le 20 novembre 1846 pour les Britanniques qui s'établissent sur la rive droite de la rivière Suzhou avant que celle-ci ne se jette dans le Huangpu, ceci jusqu'à un canal, le Yang King Pang, qui la séparait de la concession française.
- entre 1848 et 1854, pour les Américains, sur la rive gauche de rivière Suzhou, ainsi que sur la rive gauche du fleuve Huangpu.

En 1932, la concession internationale compte 1 074 794 habitants dont 44 240 étrangers, essentiellement des Américains, des Britanniques, des Français, des Japonais, des Italiens, des Russes et des Allemands. 
Le Bund et ses immeubles destinés à rivaliser avec ceux du monde occidental en sont le trait architectural caractéristique.
Durant la Seconde Guerre mondiale, la concession internationale est occupée dès 1941 par les Japonais, qui mettent fin à son existence en 1943 et la rétrocèdent au Gouvernement national réorganisé de la république de Chine.